# 스칸데르베그 광장

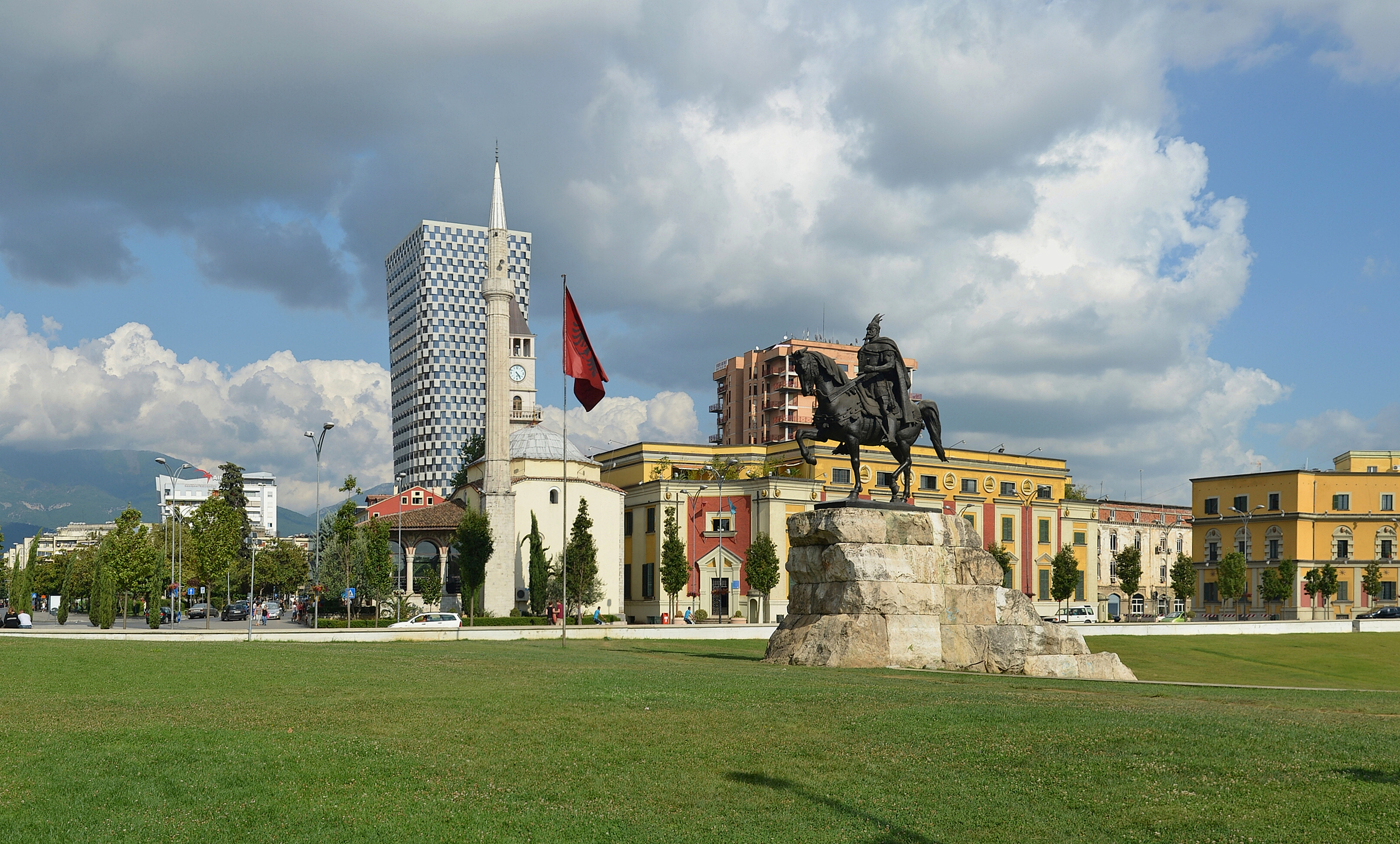

스칸데르베그 광장(알바니아어: Sheshi Skënderbej)은 알바니아 티라나 중심에 위치한 중앙 광장이다. 광장은 알바니아의 국민 영웅 스칸데르베그의 이름을 따 지어졌다. 총면적은 40,000km2이다. 광장 중심에는 스칸데르베그 동상(알바니아어: Sheshi Skënderbej)이 있다.
이탈리아의 알바니아 침공 동안, 티라나의 도시 계획은 플로레스타노 디 파우스토와 아르만도 브라시니가 설계, 네오르네상스 건축 형식으로 만들어졌다.
티라나 국제 호텔, 문화궁전, 국립 오페라, 국립 도서관, 국립은행, 에템 베이 모스크, 시계탑, 시청, 기반시설관리부, 농업부, 경제부, 자원부, 국립역사박물관이 광장 주위에 위치하여 있다.